# Klió
A Klió görög mitológiai eredetű női név, a történelem múzsájának a neve, a jelentése: dicsőít, ünnepel.

## Gyakorisága
Az 1990-es években szórványos név, a 2000-es években nem szerepel a 100 leggyakoribb női név között.

## Névnapok
- április 11.[2]
- szeptember 25.[2]

## Híres Kliók
- Kemény Klió opera- és hangverseny-énekesnő